# Бурусера

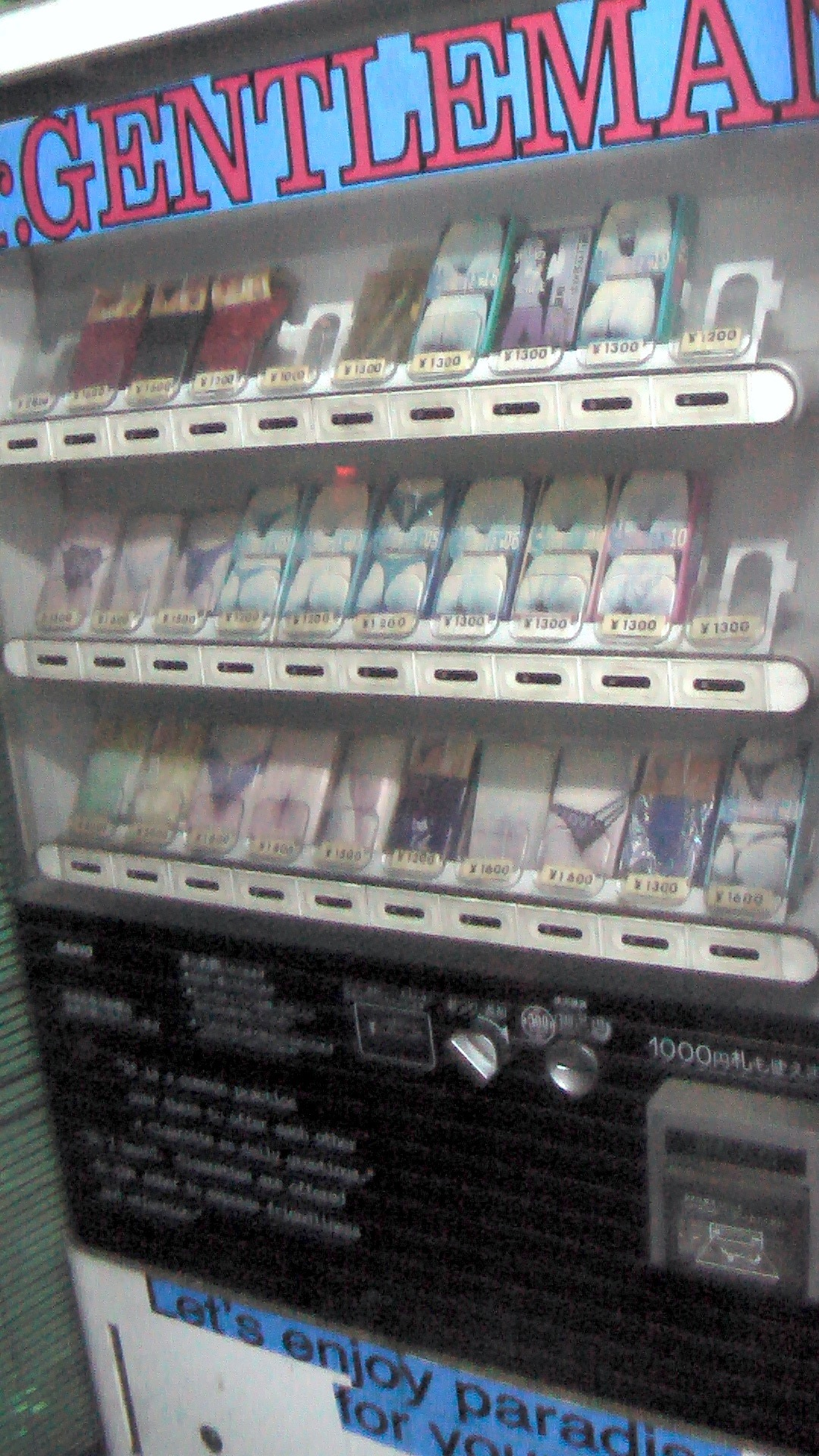
Японський торговий автомат, який продає використані трусики для фетишистських цілей

Бурусера (яп. ブルセラ, Burusera) — парафілія, зокрема, сексуалізований потяг до нижньої білизни або шкільної форми дівчат чи молодих жінок. Це слово японського походження, утворене шляхом поєднання слів burumā (яп. ブルマー), що означає панталони, як у нижній частині спортивних костюмів, і sērā-fuku (яп. セーラー服), що означає матроску, традиційну японську шкільну форму для школярок; зокрема, когяру. У крамницях бурусера продають вживану шкільну форму для дівчаток, трусики та інші фетишистські предмети.

## Історія
У 1990-х роках у журналах моди почали з'являтися фотографії дівчаток у панталонах і шкільній формі, деякі журнали показували виключно цей одяг. Фетиш-магазини, що продають такий одяг, також почали з'являтися в Японії. Разом із гольфами вони стали символом старшокласниць 1990-х років. Їх також іноді носять як косплей.

## Магазини бурусера
У магазинах бурусера продаються вживані спортивні костюми для дівчат і шкільна форма. Також продають інші товари, закуплені у школярок, наприклад, спідню білизну, шкільні купальники для фізкультури, шкарпетки, канцтовари, гігієнічні прокладки та тампони.
Одяг часто супроводжується нібито справжніми фотографіями дівчат, які його носять. Клієнтами є чоловіки, які використовують речі для сексуального збудження або стимуляції.
Колись школярки відкрито брали участь у продажу вживаного одягу або через магазини бурусера, або використовуючи мобільні додатки, щоб продавати предмети безпосередньо клієнтам.

## Правові обмеження
У серпні 1994 року менеджер магазину бурусера, який змусив школярку віком до 18 років продати свою використану спідню білизну, був заарештований департаментом столичної поліції Токіо за підозрою в порушенні статті 34 Закону про захист дітей і статті 175 Кримінального кодексу. Поліція заявила про порушення Закону про торговців уживаними товарами, який забороняє купівлю вживаних товарів без дозволу.
У 1999 році закони про дитячу порнографію запровадили законний контроль над індустрією бурусера. Однак самі по собі бурусерні товари не є дитячою порнографією, а продаж бурусерських товарів є простим способом додаткового заробітку для школярок. Це було сприйнято з підозрою як потенційне сексуальне насильство над дітьми.
У 2004 році префектури Японії почали вводити в дію правила, які обмежують купівлю та продаж нижньої білизни та слини людей молодше 18 років.

## Згадки в медіа
- У манзі Kimagure Orange Road головний герой Кьосуке Касуга відчуває огиду, коли дізнається, що його старшокласниця Курумі має намір продати свої вживані купальники в магазин бурусера[8].
- У візуальній новелі «True Love» ключовою частиною маршруту Маюмі Камідзьо є гравець-персонаж Дайсуке, який дізнається, що вона має намір продати пару своїх трусиків у місцевому магазині бурусера. Якщо Дайсуке знайде зазначені трусики, збереже їх і віддасть Маюмі, коли вона їх попросить, він отримає з нею очки стосунків.
- У відеогрі Yandere Simulator персонаж Аяно Айсі може придбати «темний секрет» від Інфо-Чана як послугу. Інфо-Чан надсилає їй повідомлення про те, що у неї є відеозапис того, як одна з суперниць Аяно продає вживані трусики хлопчикові з іншої школи.
- У відеогрі Yakuza 0 побічний квест передбачає виявлення та, зрештою, зняття кільця бурусера.
- Один із персонажів роману канадського кінорежисера Девіда Кроненберга «Consumed» згадує про це, розповідаючи про шкільну форму.